# Hélène Smith
Pour les articles homonymes, voir Smith et Müller.
Hélène Smith, née Catherine Élise Müller, dite aussi Elise Müller, née le 19 décembre 1861 à Martigny (canton du Valais) et morte le 10 juin 1929 à Genève, est une médium et artiste peintre suisse ayant tiré son inspiration de son expérience du spiritisme, rendue célèbre en son temps par le psychologue Théodore Flournoy.

## Biographie

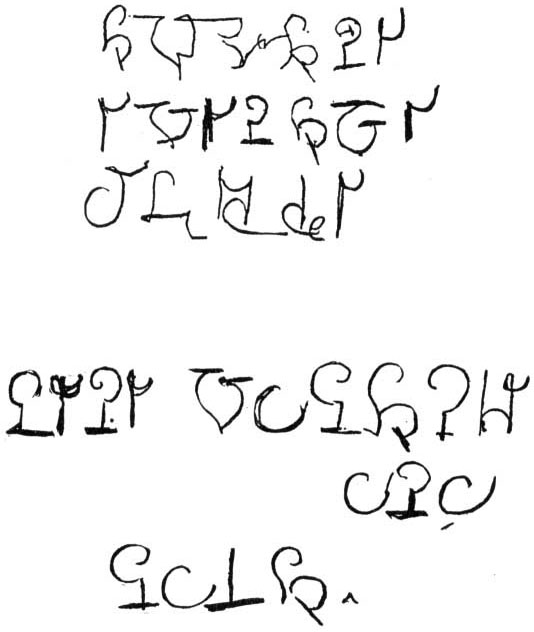
Texte en martien (séance du 22 août 1897)

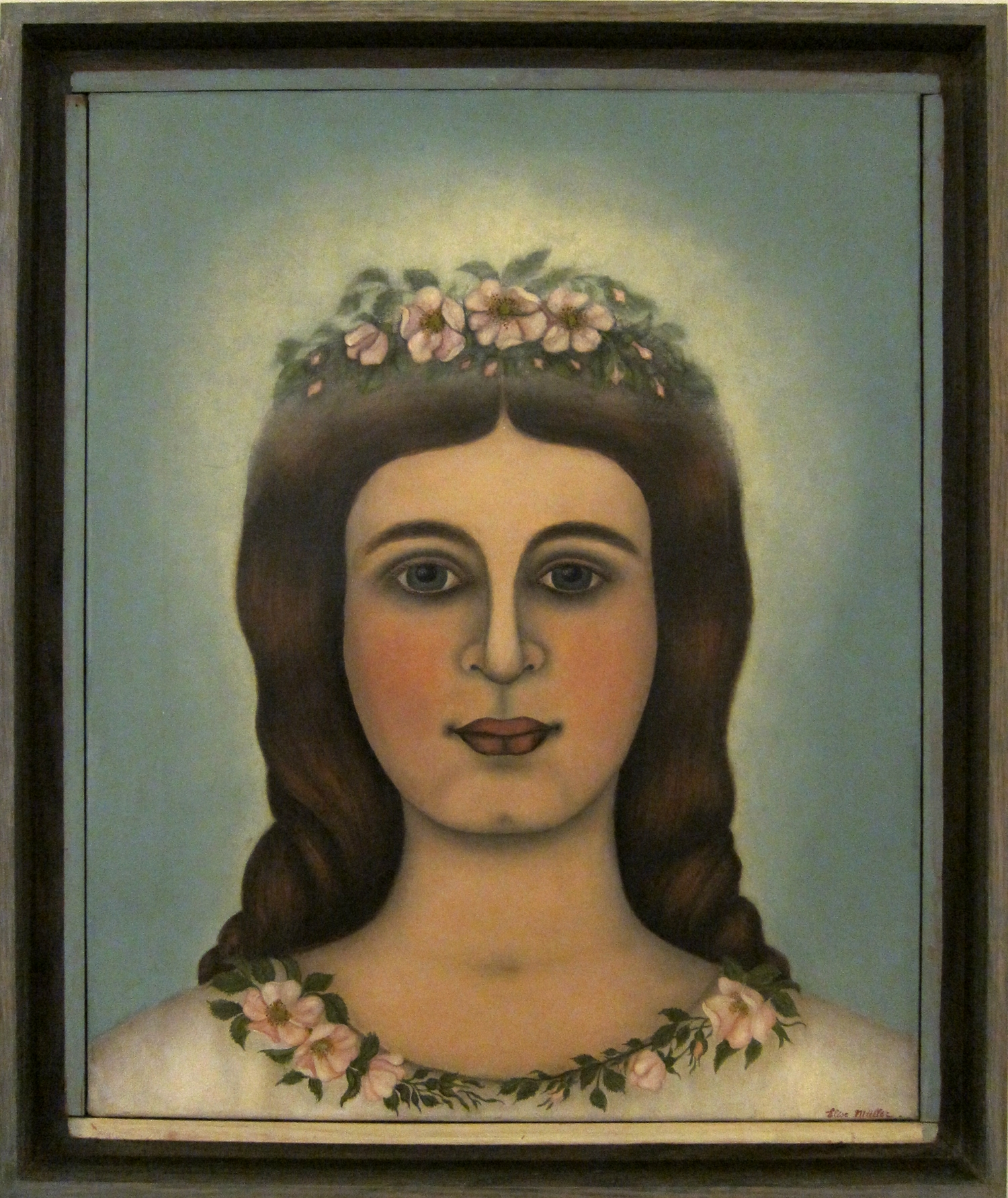
La fille de Jaïrus, peinture d'Élise Müller (1913), LaM.

Née à Martigny , Catherine Müller est fille d'un marchand hongrois, Conrad Müller et de la Genevoise Jeanne Bonseignou. Elle travaille en 1876 comme employée dans une maison de commerce. Elle découvre le spiritisme fin 1891. Elle assiste à sa première séance de spiritisme le 20 février 1892 et elle joint un cercle spirite, au sein duquel elle commence à montrer des capacités de médium dans le courant de la même année, disant communiquer avec Victor Hugo puis Cagliostro. Elle devient rapidement connue à Genève où le psychologue Théodore Flournoy la rencontre le 9 décembre 1894 lors d'une soirée spirite chez Auguste Lemaitre à Carouge. 
La médiumnité visuelle, auditive et typtologique (par coups frappés) de Müller change alors, et elle plonge dans des transes somnambuliques avec glossolalie dont elle ne se rappelle rien. Elle écrit de grands cycles où elle revêt des personnalités différentes (cycles martien, ultramartien, hindou ou oriental, royal). Elle recueille notamment des textes en martien qu'elle transcrit en français, développant ainsi une forme d'écriture automatique, ou psychographie. Elle dessine aussi durant ces visions des paysages martiens, des plantes, des personnages et des animaux inventés. Ces dessins sont conservés dans les archives de Théodore Flournoy à la Bibliothèque de Genève et ils ont été exposés à la Biennale de Venise en 2022 ; une série d'œuvres analogues est apparue sur le marché en 2023. 
La médium et le psychologue sont très liés jusqu'en 1899, lorsque Des Indes à la planète Mars, le livre de Flournoy qui étudie, avec l'apport de linguistes tels que Ferdinand de Saussure, le cas d'« Hélène Smith », paraît pour la première fois. Après la parution des "Nouvelles observations sur un cas de somnambulisme avec glossolalie" en 1901, Élise Müller se sent incomprise et s'éloigne de Flournoy. 
Le livre de T. Flournoy Des indes à la planète Mars amène une grande notoriété à Hélène Smith. Des gens du monde entier et de l'aristocratie viennent la voir. Ainsi, en septembre 1900 à Genève, elle rencontre lors d'une séance de spiritisme l'Américaine Mary Jackson, veuve depuis 1895 du géographe français James Jackson. Cette riche héritière américaine, impressionnée par la médium, l'invite à Paris puis lui offre une rente à vie qui lui permet de quitter son travail et de se consacrer à ses visions et à la peinture. En mars-avril 1905, elle peint son premier tableau d'inspiration religieuse. Elle développe d'autres cycles et peint de plus en plus, notamment des images religieuses autour du Christ. En 1915, elle cesse son activité picturale. 
Après son décès en 1929, on retrouve un testament par lequel elle lègue ses tableaux religieux à la Ville de Genève. Ils sont exposés au Musée d'art et d'histoire de Genève du 2 au 17 novembre 1929 et ils rencontrent un vif succès auprès du public. Mais en novembre 1930, la Ville de Genève doit renoncer au legs et les restituer à la suite de l'invalidation du testament obtenue par un avocat nommé Aloys Chassot. Ce dernier part ensuite à Paris avec les tableaux et les archives personnelles de E. Müller. Là-bas, tout disparaît sauf quelques œuvres qui refont surface dans les années 1970.

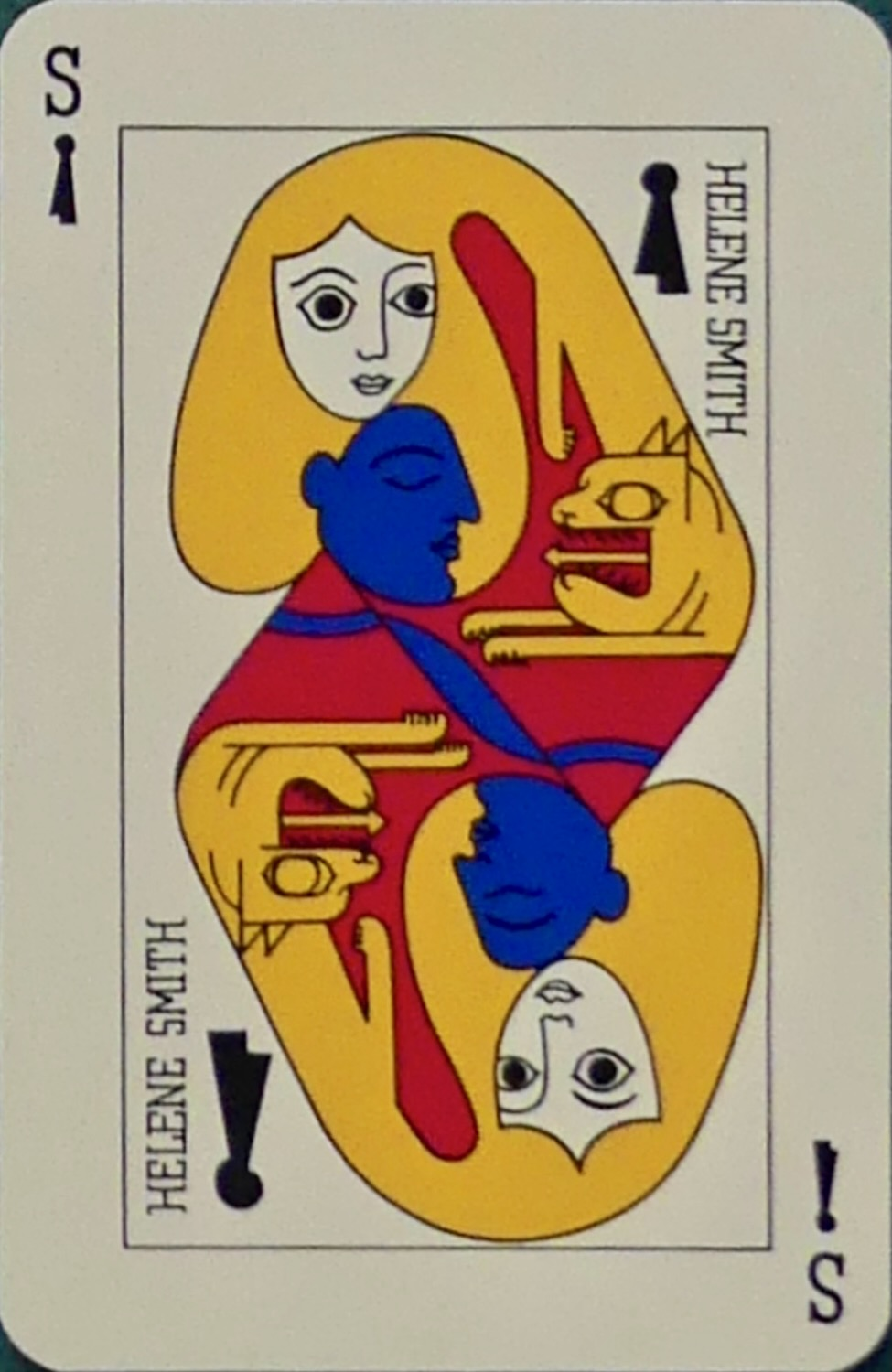
Hélène Smith représentée en Sirène de la Connaissance dans le Tarot surréaliste de Marseille.

Elise Müller a inspiré les surréalistes, qui en ont fait une des figures du jeu de cartes appelé Jeu de Marseille et réalisé en 1940. Hélène y apparaît dessinée en Sirène de Connaissance par Victor Brauner.

## Exposition
- 2022 : Hélène Smith 1861-1929, Switzerland, Biennale de Venise 23 avril - 25 septembre 2022[3]
- 2023 : Élise Müller/Hélène Smith. Médium, artiste, Bibliothèque de Genève, Couloir des coups d'œil, 26 juin - 25 novembre 2023[1]

## Adaptations
- Le collier de jouvence, jeu de piste nancéien élaboré par Acharat en 2017 situant les restes d'Hélène Smith aux coordonnées 48.699740, 6.194061
- «ALDEZBF?» SUBLIME IMAGINATION, Olaf Nicolai, 2022, œuvre en néon située au 20 avenue Henri-Dunant à Genève[7] et composée de signes adaptés des caractères manuscrits d'Hélène Smith.

## Œuvres
- La fille de Jaïrus, huile sur bois, 1913, Le Lille Métropole Musée d'art moderne, d'art contemporain et d'art brut (LaM)
- Hélène et son ange gardien, 1912, Centre Pompidou, Paris[8]

## Archives
Fonds : Papiers Auguste Micaël Lemaitre. 1-7 Compte-rendu des séances psychiques du 28 octobre 1894 au 2 juillet 1899, et d’événements paranormaux survenus du 4 mars 1900 au 18 mai 1901. Texte autographe (28 octobre 1894 - 18 mai 1901) [7 enveloppes ; 0,20 mètre linéaire, papiers de famille, correspondances, manuscrits divers, coupures de presse].  Cote : CH-000007-9 CH BGE Ms. fr. 6771. Genève : Bibliothèque de Genève (lire en ligne).
Fonds : Papiers de la famille Flournoy. Lot de photographies et de négatifs (vers 1900) [12 pièces ; 0,20 mètre linéaire, photographies et diapositives d'Elise Müller et de Théodore Flournoy, reproductions de dessins conservées en mains privées].  Cote : CH-000007-9 CH BGE Ms. fr. 8880. Genève : Bibliothèque de Genève (lire en ligne).
Fonds : Papiers de la famille Flournoy. 5 dessins d’Hélène Smith (1908 et sans date) [5 dessins ; 0,20 mètre linéaire, dessins, 1 lettre, 1 carte de visite et 1 brochure de 27 pages].  Cote : CH-000007-9 CH BGE Ms. fr. 7843/3. Genève : Bibliothèque de Genève (lire en ligne).
Fonds : Supplément aux papiers de la famille Flournoy. Smith, Hélène. Correspondance avec Théodore Flournoy (2 mars 1901-avril 1914) [93 feuillets ; 0,20 mètre linéaire, Flournoy, Théodore : 13 lettres autographes signées à Hélène Smith ou Elisa Müller. Smith, Hélène : 16 lettres autographes signées à Théodore Flournoy].  Cote : CH-000007-9 CH BGE Ms. fr. 8879/24. Genève : Bibliothèque de Genève (lire en ligne).
Ces fonds sont conservés à la Bibliothèque de Genève. La consultation est libre à la salle de lecture du Département des manuscrits et des archives privées de la Bibliothèque de Genève.

#### Ouvrages
- Théodore Flournoy, Des Indes à la planète Mars, étude sur un cas de somnambulisme avec glossolalie, Genève et Paris, Eggimann et Alcan, 1900rééditions Seuil, 1983 et L'Harmattan, 2006Théodore Flournoy, « Nouvelles observations sur un cas de somnambulisme avec glossolalie », Archives de Psychologie de la Suisse romande, vol. 1,‎ 1901, p. 101-255
- Daniel Metzger, Autour "Des Indes à la planète Mars, Bâle, Genève et Paris, Georg, Librairie Spirite, 1901, 222 p.
- Victor Henri, Le langage martien, Paris, Maison Neuve, 1901

- Auguste Lemaître, Un nouveau cycle somnambulique de Mlle Smith, ses peintures religieuses, Paris, Archives de Psychologie (no 7), 1907, p. 63-83
- Henri Cuendet, Les tableaux d'Hélène Smith peints à l'état de sommeil, Genève, Atar, 1908, p. 27
- Henri Cuendet, Judas : tableau d'Hélène Smith (peinture inspirée), Genève, Atar, 1914, p. 16
- Waldemar Deonna, De la planète Mars en Terre sainte, art et subconscient : un médium peintre, Hélène Smith, Paris, E. de Boccard, 1932
- Olivier Flournoy, Théodore et Léopold : de Théodore Flournoy à la psychanalyse, Neuchâtel, A la Baconnière, 1986, 211 p. (ISBN 2825208426), suivi d'une correspondance entre Théodore Flournoy et Hélène Smith et de lettres de trois linguistes concernant le sanscrit d'Hélèneouvrage illustré de 11 dessins d'Hélène Smith (collection privée)
- Marco Cicchini, Paule Hochuli et Nicolas Schaetti, Élise Müller, médium, artiste, alias Hélène Smith, Bibliothèque de Genève, Couloir des coups d'oeil, 26 juin - 25 novembre 2023, Genève, Bibliothèque de Genève, juin 2023, 74 p.
- Bibliothèque de Genève, Élise Müller, médium, artiste : Guide de visite de l'exposition 26.6 - 25.11.2023, Genève, Bibliothèque de Genève, juin 2023 (lire en ligne [PDF])

#### Articles
- Mireille Cifali, Théodore Flournoy : la découverte de l'inconscient, Paris, Le Bloc-Notes de la psychanalyse n° 3, 1983p. 111-131
- Mireille Cifali, Une glossolale et ses savants : Elise Muller, alias Hélène Smith, Paris, Clims-Denoël, 1985in Id. et al., La linguistique fantastique, p. 236-245

- Mireille Cifali, La fabrication du martien : genèse d'une langue imaginaire, Paris, Langages n° 91, 1988 (lire en ligne)p. 39-52

- Allison Morehead, « Le legs et l'exposition des tableaux d'Elise-Catherine Müller, dite Hélène Smith, au Musée d'art et d'histoire de Genève, 1929-1937 », Genava, n.s. no XLIX,‎ 2001, p. 99-136 (lire en ligne).

- Huub Engels, Understanding the Glossolalia of Hélène Smith, the Famous Spiritist Medium, Caen, Presses Universitaires de Caen, 2008in Jacques Arveiller, Psychiatries dans l'histoire - Psychiatries in History, Actes du 6e congrès de l’Association européenne de l’histoire de la psychiatrie, p. 141-148
- Geneviève Piot-Mayol, « Il était une fois Hélène Smith », Essaim, ERES, vol. n° 18, no 1,‎ 2007, p. 133-146 (ISSN 1287-258X, lire en ligne)

### Conférences et films
- Un célèbre médium spirite : Hélène Smith. Retour sur cent ans de recherches psychologiques, psychanalytiques et linguistiques. Institut  métapsychique international (Cf. Programme des conférences à l'IMI [archive]), Paris, par Huub Engels, le 31 octobre 2008.
- Des Indes à la planète Mars, documentaire réalisé par Christain Merlhiot et Matthieu Orléan, production Atelier d'Ivry, France, 2007, 80 min.
- Journée d'études sur la psychanalyse en Suisse avec pièce de théâtre de Michel Beretti, Centre culturel suisse de Paris, 16 mai 2001